# الفرس في العراق
الفرس في العراق، ويعرفون أيضًا باسم الإيرانيين في العراق أو عجم العراق، هم مواطنون عراقيون من الدرجة الثانية من أصل وخلفية إيرانية أو فارسية، لهم وجود تاريخي طويل في العراق منذ سقوط بابل والدولة الفارسية.

## السكان
- قدر عدد الفرس في العراق حوالي 700 الف نسمة.

- في أواخر السبعينيات وأوائل الثمانينيات وأثناء الحرب العراقية الإيرانية غادر ما بين 300 إلى 600 الف مواطن عراقي من أصل إيراني العراق وذهب معظمهم إلى إيران، بعضهم حصلوا على الجنسية الإيرانية، وبعد إنتهاء الحرب وسقوط نظام الرئيس العراقي صدام حسين عاد بعضهم إلى العراق.[3]

- يقدر عدد الفرس في العراق الآن حوالي 400 الف نسمة، يتوزعون في المحافظات العراقية.[4]

## الثقافة
ينتمي معظم العراقيين الفرس إلى المذهب الشيعي الإثني عشري، وهو نفس الدين الذي ينتمي إليه معظم الإيرانيين.